# Vicente Solano Lima
Vicente Solano Lima (San Nicolás de los Arroyos, 21 de setembro de 1901 — Buenos Aires, 23 de abril de 1984) foi um político conservador e vice-presidente da Argentina, entre 25 de maio de 1973 e 13 de julho de 1973.
Solano Lima uniu-se ao Partido Popular Conservador enquanto estudava para ser advogado, e tornou-se um deputado provincial (estadual) em 1925. Foi deputado federal em duas ocasiões e também reitor da Universidade de Buenos Aires. Também foi dono de um jornal regional (El Norte).
A despeito de sua filiação conservadora, Solano Lima tornou-se vice-presidente do esquerdista Héctor José Cámpora em 1973, agindo como um representante de Juan Perón, expulso pelo governo militar. Renunciou à vice-presidência poucos meses depois.